# 阿巴濟夫卡 (哈爾科夫州)
49°15′1″N 35°20′2″E / 49.25028°N 35.33389°E
阿巴濟夫卡（羅馬化：Abazivka）是位於烏克蘭東部的村莊，由哈爾科夫州别列斯京区的扎切皮利夫卡市鎮負責管轄。該村始建於1750年，面積1.79平方公里，海拔高度83米，2024年人口358，人口密度每平方公里295.8人。